# 中华人民共和国民法典
《中华人民共和国民法典》，指的是中华人民共和国歷史中的第一部民法典，也是首部以“法典”命名的法律，于2020年5月28日颁布，2021年1月1日起实施。
《中华人民共和国民法典》由总则编和各分编组成。其中，民法典总则编，即《中华人民共和国民法总则》，较早出台，自2017年10月1日起施行并取代《中华人民共和国民法通则》的较大部分条款。民法典各分则，则继续审议和编纂。2018年8月27日，民法典各分则编草案提请十三届全国人大常委会第五次会议审议。
2020年5月28日，十三届全国人大三次会议表决通过《中华人民共和国民法典》，自此形成中华人民共和国境内完整统一的民法典。
2021年1月1日民法典生效后，下列民事单行法被取代并废止：
- 《中华人民共和国民法总则》（2017年）
- 《中华人民共和国婚姻法》（1980年新版，2001年修正）
- 《中华人民共和国继承法》（1985年）
- 《中华人民共和国民法通则》（1986年出台，2009年修正）
- 《中华人民共和国收养法》（1991年出台，1998年修正）
- 《中华人民共和国担保法》（1995年）
- 《中华人民共和国合同法》（1999年）
- 《中华人民共和国物权法》（2007年）
- 《中华人民共和国侵权责任法（英语：Tort Liability Law of the People's Republic of China）》（2009年）

## 立法进程
中华人民共和国法律体系参照欧陸法系，但制訂民法典的過程一波三折。早在1954年，中华人民共和国政府颁布宪法后，随即启动《中华人民共和国民法典》的起草工作。后来受反右运动和文化大革命等影响，起草工作经历四次波折。1986年4月12日第六届全国人民代表大会第四次会议上《中华人民共和国民法通则（草案）》的通过，标志着中华人民共和国第一部具有民法总则性质的民法基本法律法规正式设立。而后虽仍有推动，但均以单行法的方式制定并实施，实际上仍处于对民法的探索阶段。直到在2017年通过的民法典总则编——《中华人民共和国民法总则（草案）》，以及2018年开始重点编纂的民法典各分编的出现，这意味着《中华人民共和国民法典》将正式出台。2020年5月28日，第十三届全国人民代表大会第三次会议表决通过《中华人民共和国民法典》，并于2021年1月1日起生效。

### 第一次起草
第一次民法典起草小组设在全国人大常委会办公厅的研究室，负责研究民法典的起草工作。在研究起草民法典的过程中，全国人大常委会办公厅做了大量的准备工作。1956年12月，中华人民共和国第一部“民法典征求意见稿”成形，初稿共有400多条，分“总则、所有权、债、继承”四篇；当时以1922年《苏俄民法典》为基础，将亲属篇排斥于民法典之外，并不规定物权，将自然人概念更换为公民概念。1957年，整风运动、反右运动开始。1958年8月21日，毛泽东在北戴河中共中央政治局扩大会议上表示，不再制定民法、刑法；同年12月20日，中央政法小组在向中共中央的报告中提出没有必要制定民法。

### 第二次起草
1962年，毛泽东针对国民经济中调整改善的问题，提出“没有法律不行，刑法、民法一定要搞。不仅要制定法律，还要编案例”，民法典的起草工作再次被提上议程。遵照这一指示，同年9月，全国人大常委会组建以全国人大法案委员会副主任委员兼常委会副秘书长和中国社会科学院法学研究所所长领衔的工作班子“民法研究小组”，并在全国人大常委会办公厅法律室主持下开始第二次民法典的起草工作。1964年下半年完成了《民法草案（试拟稿）》，并印成册；这个草案共三编（总则、财产的所有、财产的流转），共24章262条，具有高度集中的计划经济色彩。1965年-1976年，由于四清运动、社会主义教育运动和文化大革命，民法典的起草工作再一次中断。

### 第三次起草
随着文化大革命的结束及平反冤假錯案工作的展开，政治局势趋于稳定，民法典起草工作又一次提上日程。全国人大常委会法制委员会在1979年11月成立民法典起草小组，开始第三次的民法典起草。
1980年8月，民法典起草小组草拟出民法草案“试拟稿”，开始向部分经济单位和政法部门征求意见。这个草案包括总则、财产所有权、合同、劳动报酬和奖励、损害责任、财产继承共6编、501条。9月，原有的《中华人民共和国婚姻法》被修改，以适应改革开放以来的新形势。但鉴于当时改革开放和经济复苏建设才刚刚起步，在短期内起草一部完善的民法典的条件尚不够成熟，故而将民法暂时以单行法的方式设立及施行。
自1985年起，先后设立及施行《中华人民共和国继承法》、《中华人民共和国民法通则》、《中华人民共和国民事诉讼法》、《中华人民共和国收养法》、《中华人民共和国担保法》、《中华人民共和国合同法》。

### 第四次起草
1998年1月13日，第八届全国人民代表大会常务委员会副委员长王汉斌邀请五位民法教授座谈民法典起草（中国政法大学江平、中国社会科学院法学研究所王家福和梁慧星、清华大学王保树、中国人民大学王利明），五位教授一致认为起草民法典的条件已经具备，王汉斌遂决定恢复民法典起草，并委托九位学者专家组成“民法起草工作小组”（江平、王家福、魏振瀛、王保树、梁慧星、王利明、肖峋、魏耀荣、费宗袆），统筹负责民法典草案起草工作。1998年3月，民法起草工作小组第一次会议决定“三步走”：先确定合同法，奠定社会主义市场经济的秩序与统一，再用4－5年时间制定物权法，实现财产归属关系基本规则的完成，最终在债权物权制度完善基础上，于2010年前制定民法典。
2001年，基于中国加入世界贸易组织及新形势下的法制环境要求，第九届全国人民代表大会常务委员会委员长李鹏要求在2002年完成民法典草案并经常委会审议一次。第九届全国人民代表大会常务委员会组织起草《中华人民共和国民法（草案）》，并于2002年1月11日召开民法典起草工作会议，由法制工作委员会副主任胡康生委托六位专家学者分别起草民法典各编条文草案（梁慧星负责起草总则编、债权总则编和合同编；王利明负责起草人格权编和侵权行为编；郑成思负责起草知识产权编；唐德华负责起草民事责任编；巫昌桢负责起草亲属编和继承编；费宗袆负责起草涉外民事关系的法律适用编）。2002年4月16日至19日，法制工作委员会召开民法典草案专家讨论会，19日上午集中讨论民法典结构体例，其中绝大多数获得一致同意，但就是否设人格权编和知识产权编，未达成一致意见（梁慧星不赞成设人格权编、知识产权编；郑成思不赞成设知识产权编）。后因草案条文太多，不便一并审议，故而维持以民法单行法方式进行分编审议的做法。据此，自第十届全国人民代表大会以来，先后制定了《中华人民共和国物权法》、《中华人民共和国侵权责任法》、《中华人民共和国涉外民事关系法律适用法》等。

### 第五次的整体起草编纂
2014年10月23日，中国共产党第十八届四中全会通过《中共中央关于全面推进依法治国若干重大问题的决定》，其中明确提出要“编纂民法典”。2015年3月，全国人大常委会法制工作委员会牵头成立由最高人民法院、最高人民检察院、国务院法制办公室、中国社会科学院、中国法学会5家单位参加的民法典编纂工作协调小组，并组织工作专班开展民法典编纂工作。中国法学会民法典编纂项目领导小组组长是中国法学会党组成员、副会长兼秘书长张鸣起，副组长是原中国人民大学常务副校长王利明。
2016年3月起，按照全国人大及其常委会的计划，针对民法典的起草编纂工作采用先编纂民法典总则编，再编纂民法典各分编，最后整合成民法典的方案，并予以逐步实施。
同年6月27日，民法典总则编草案提请全国人大常委会初次审议。7月5日至8月4日，民法总则草案的初审稿在中国人大网公布并向社会公开征求意见。10月31日，民法典总则编草案提请全国人大常委会二次审议。11月18日至12月17日，民法总则草案的二次审议稿在中国人大网公布并向社会公开征求意见。12月19日，民法典总则编草案提请全国人大常委会三次审议。2016年12月27日-2017年1月26日，民法总则草案的三次审议稿在中国人大网公布并向社会公开征求意见。2017年3月8日，民法典总则编草案提请第十二届全国人大五次会议审议。3月15日，民法典总则草案经由第十二届全国人大五次会议闭幕式决议通过形成法律。10月1日，民法典总则编《中华人民共和国民法总则》开始施行。
此后，民法典各分编开始编撰。其中，法典总则编部分完成之后，王利明召集起草合同编，清华大学法学院教授崔建远召集起草物权编，中国人民大学法学院教授杨立新召集起草继承编，中国政法大学教授夏吟兰召集起草婚姻编，中国人民大学法学院教授张新宝召集起草侵权责任编。各分编经过多次审议。民法典各分编草案于2018年8月27日整体提请全国人大常委会进行了初次审议，在初次审议期间曾对是否增加人格权编、知识产权编和涉外民事关系法律适用编的提案进行了讨论，讨论后决定增加人格权编。此后，民法典的各分编又被分别进行了审议。
由民法典总则编及各分编整合而成的《中华人民共和国民法典（草案）》，由全国人大常委会予以审议，并于2020年的全国人大会议中表决通过。

## 投票表决结果
《全国人民代表大会常务委员会关于提请审议〈中华人民共和国民法典（草案）〉的议案》於2020年5月28日下午3時舉行的第十三届全国人民代表大会第三次会议閉幕會上表決。
| 表决主题                                                                     | 赞成票 | 反对票 | 弃权 | 出席代表通过率 |
| ---------------------------------------------------------------------------- | ------ | ------ | ---- | -------------- |
| 全国人民代表大会常务委员会关于提请审议《中华人民共和国民法典（草案）》的议案 | 2879票 | 2票    | 5票  | 99.76%         |

## 内容
在获得通过后，形成完整统一的民法典并同时取代《中华人民共和国婚姻法》（1980年新版，2001年修正）、《中华人民共和国继承法》（1985年）、《中华人民共和国民法通则》（1986年出台，2009年修正）、《中华人民共和国收养法》（1991年出台，1998年修正）《中华人民共和国担保法》（1995年）、《中华人民共和国合同法》（1999年）、《中华人民共和国物权法》（2007年）、《中华人民共和国侵权责任法》（2009年）、整合前的《中华人民共和国民法总则》（2017年）而全面生效。
《中华人民共和国民法典》共一千两百六十条，共七编并附则：
1. 总则（基本规定、自然人、法人、非法人组织、民事权利、民事法律行为、代理、民事责任、诉讼时效、期间计算）
2. 物权编（通则、物权设立变更转让消灭、所有权、用益物权、担保物权、占有）
3. 合同编（通则、典型合同、准合同）
4. 人格权编（一般规定、生命权、身体权、健康权、姓名权、名称权、肖像权、名誉权、荣誉权、隐私权和个人信息保护）
5. 婚姻家庭编（一般规定、结婚、家庭关系、离婚、收养）
6. 继承编 （一般规定、法定继承、遗嘱继承、遗赠、遗产的处理）
7. 侵权责任编（一般规定、损害赔偿、责任主体的特殊规定、产品责任、机动车交通事故责任、医疗损害责任、环境污染和生态破坏责任、高度危险责任、饲养动物损害责任、建筑物和物件损害责任）
8. 附则

## 编纂民法典的重大意义
（一）编纂民法典是坚持和完善中国特色社会主义制度的现实需要
（二）编纂民法典是推进全面依法治国、推进国家治理体系和治理能力现代化的重大举措
（三）编纂民法典是坚持和完善社会主义基本经济制度、推动经济高质量发展的客观要求
（四）编纂民法典是增进人民福祉、维护最广大人民根本利益的必然要求

## 意见与争议

### 民法典体裁争议
中国大陆民法学者尹田认为，过去就民法典编纂体裁是采德国式的五编制体例（即德国民法典体裁）還是采法国式的三编制体例（即法国民法典体裁），学者间掀起过一番论战。而目前民法典所采用的应该是同时兼有德国民法典的五编制和法国民法典的三编制的立法体例。
另一種觀點認為，儘管受到《德國民法典》和《法國民法典》影響，但這部民法典採用獨樹一幟的“七編制模式”，即總則編、物權編、合同編、人格權編、婚姻家庭編、繼承編、侵權責任編，以及附則；即直接將個人隱私權利（人格權）以及侵權責任獨立成民法兩個編制，並順應土地承包和土地權益制度對物權編進行重大修正，在婚姻責任部分也有不少改良，有論者認為此民法典體系為順應實際情況的自創版本，無法簡單用德國民法典的五編製或法國民法典的三編制作為區分。

### 人格权独立成编
曾主导2002年版《中华人民共和国民法（草案）》总则编、债权总则编和合同编编纂的中国社会科学院学部委员、中国社会科学院法学研究所研究员梁慧星认为，民法典中不应设置人格权编，并就此强烈抨击主导现有通过版本《中华人民共和国民法典（草案）》编纂工作的中国法学会副会长、中国人民大学教授王利明。
梁慧星曾主张将人格权部分纳入总则编自然人章节相关条文。其对于人格权在《民法典》地位的主要观点为：人格权与人格有本质联系，与其他民事权利有本质区别，不能适用民法总则编关于法律行为、代理、时效、期日、期间等的规定，且草案人格权编中出现的“有权依照本法和其他法律”等可能造成“双重适用”问题，让司法参与者容易遗漏诉讼的请求权基础及判决的裁判依据，将平添民事裁判活动的混乱。梁慧星还批评王利明推动人格权单独设编，是在贬损和肢解侵权责任法。
梁慧星指出，民法保護人格利益，在於將對於人格利益的加害行為納入侵權法的適用範圍、追究加害人責任，而非另設條款規定人格權範圍。「人格权是防御性的权利」，「仅具有『排他力』，而无所谓『支配力』、『追及力』、『执行力』」；人格权亦有先在性，「即先于法律而存在」，不由法律文本設立，法律不能規定其外延；因此人格權不可定義、不可言說，人格並非受權利主體「支配」的權利客體，法律須就具體侵害行為為人格法益提供保護。而具體侵害行為可以「一般条款+特别列举+类型化」方式規定，也可依循判例。
梁慧星反对王利明“将人格权提升到人权保护的高度”的观点，指全球各地的民法中，除《乌克兰民法典》外，没有单独设人格权编的先例，即使是《乌克兰民法典》，其人格权编实质上是对人格权的宣示，而没有规定如何保护人格权。梁慧星还认为，带有人格权编的《乌克兰民法典》施行当年，当地就爆发了颜色革命，这与该法典带有的自由主义思潮有关，并呼吁民法典编纂不要学习乌克兰。
就梁慧星的指责，王利明通过《上海政法学院学报》予以回应。王利明指中国民法典人格权独立成编早于乌克兰，早在2002年版《民法典（草案）》中就有这一编，且人格权单列成编有助人權的发展；王利明认为，对自然人生命安全和生命尊严的保护意味着国家不能非法侵害自然人生命安全，其与人格权独立成编无关；王利明回应梁慧星有关人格权编和侵权责任编“双重适用”的指责，认为援引的多重性符合民法典体系化要求，与立法形式紧密相关，符合司法实务实情；王利明认为，人格权独立成编不会贬损、肢解侵权责任法；此外，就有人宣称其主张对国有财产基于特别保护予以否认的说法，王利明予以否认。
此外，根据梁慧星的说法，法学家王泽鑑曾在珠海举办的一次法学学术对话会上建议王利明将《中华人民共和国民法典（草案）》中的人格权编条文删除，并将其中有道理、有价值的条文纳入侵权责任编；王泽鑑还曾提醒王利明“民法典只能有一个侵权责任编，不能有两个侵权责任编”。

### 同性婚姻
在民法典婚姻家庭篇草案在第十三届全国人大常委会第十一次会议提请二审后召开的全国人大法工委新闻发布会上，法工委发言人回答有关记者提问时指出，此次民法典婚姻家庭编草案维持了现行婚姻法规定的一夫一妻制，并称这个规定符合實際情況和历史文化传统。同年10月，在婚姻家庭编草案付诸三审后，同婚促进团体“爱成家”在各大社交平台号召挺同民众前往全国人大网的法律草案征求意见板块对《民法典婚姻家庭篇》有关婚姻、亲属定义及赡养关系等条文提出意见，并组织其他同运团体以向人大寄信的方式表达对同性婚姻的支持。而在第二次法工委记者会上，发言人称有意见建议将“同性婚姻合法化”写入民法典婚姻家庭编。2020年5月18日，法工委民法室主任黄薇接受澎湃新闻专访时称，有关同性婚姻合法化的意见是“有组织的”，很多内容都相同，“就是复制粘贴”，并表示“关于同性婚姻合法化问题，全国人大常委会法工委在首次发言人记者会上已作出回应：将维持一夫一妻（一男一女）婚姻制度”。

### 离婚冷静期
1950年制定《中華人民共和國婚姻法》時，鄧穎超提出，為保護婚姻中弱勢的一方，離婚不應有任何條件。
|                                                         | 大家对婚姻自由的原则无争论，对离婚自由原则基本上无争论。但对‘一方坚持离婚可以离婚’这一条有不同意见。在政法、青年、妇女联合座谈会上，只有我和组织部一位同志同意一方坚持离婚可离，其余同志都主张离婚应有条件。我为什么主张不加条件，一方要离就可离呢？理由是中国长期停滞在封建社会，最受压迫的是妇女，婚姻问题上妇女所受的痛苦最深。早婚、老少婚、买卖婚姻、包办婚姻是普遍现象，所以，一方坚持要离就让离，主要根据广大妇女的利益提出。如加上很多条件，恰恰给有封建思想的干部一个控制和限制离婚自由的借口。过去没有这一条，发生了很多悲剧。 |
| ——邓颖超1950年1月初在中央妇委讨论《婚姻法》草稿的条文时 | |

就《中华人民共和国民法典·婚姻家庭编》规定的30天“离婚冷静期”，全国人大代表蒋胜男认为，这一制度“以极少数人的婚姻问题强迫绝大多数人为此买单”，侵害婚姻自由。支持者则认为设立“离婚冷静期”有利于解决冲动离婚问题，维护婚姻家庭关系稳定。但根据《民法典》第一千零八十三条，若是衝動離婚，隨時可以申請復婚；然而，诸如家暴等极端情况下应该通过诉讼离婚，而非协议离婚，不需要“离婚冷静期”。有分析認為該條文實際目的是為了降低連年攀升的離婚率。

### 谬称“民典法”
个别自媒体报道《民法典》时将其称为“民典法”。全国人大宪法和法律委员会委员孙宪忠接受《中国新闻周刊》采访时称民法典起草的主要阻力来自于一些法理问题：很多人不理解民法典概念，甚至有些立法机关的主要负责人把民法典说成“民典法”。这种错误甚至出现在个别法院的网站上。

## 另请参阅
- 金平：亲历三次民法典编纂_中国人大网
- 新时代应运而生的民法典各分编草案_中国人大网

## 延伸阅读
[在维基数据编辑]
 在维基文库阅读本作品原文

## 外部連結
- . 中国人大网. 2016-06-27  [2018-09-06]. （原始内容存档于2018-09-13）.
- . 中国人大网. 2018-08-27  [2018-09-06]. （原始内容存档于2018-09-06）.
- . 中華人民共和國司法部. 2020-06-01  [2020-08-07]. （原始内容存档于2020-06-24）.